# Marjorie Gateson
Marjorie Augusta Gateson (17 de janeiro de 1891 — 17 de abril de 1977) foi uma atriz norte-americana que atuava no cinema e no teatro.
Nasceu em Brooklyn, em Nova Iorque, filha de Augusta e de Daniel Gateson. Seu avô materno e o irmão eram clérigos; algumas fontes afirmam que seu pai também era, mas no livro Mothers, Mammies and Old Maids: Twenty-Five Character Actresses of Golden Age Hollywood, de Axel Nissen, consta que ele era um contratante. Estudou no Packer Collegiate Institute e no Brooklyn Conservatory of Music, sendo que este último a sua mãe lecionava elocução. Ela creu que sua mãe tinha "anseio interior pelo teatro", coisa que passou a Marjorie, além de dição e postura.
A educação musical de Gateson veio de boa hora, ajudando-a a conseguir um emprego fazendo parte do coro em uma peça chamada The Pink Lady. Fez sua estreia na Broadway em 4 de novembro de 1912; o espetáculo fechou após doze apresentações. Em The Little Cafe (12 de novembro de 1913 – 14 de março de 1914), da Broadway, ela interpretou vários dos personagens da peça. No musical da Broadway de 1917, Have a Heart, chegou a cantar algumas músicas. Atuou em uma dieta constante de comédias por mais uma década, terminando com Oh, Ernest! (1927), mas também atuou em comédias não-musicais e dramas. Após a comédia da Broadway As Good as New em 1930, ela partiu para Holywood.
Após atuar mais de duas décadas no teatro, Gateson fez sua estreia no cinema em 1931, atuando como atriz coadjuvante. Alguns de seus filmes notáveis incluem The King's Vacation (1933), Bureau of Missing Persons (1933), Private Number (1936), You'll Never Get Rich (1941), International Lady (1941) e Meet The Stewarts (1942). Seu trabalho no cinema deixou de proceder na década de 1940 e passou a atuar na televisão.
Fez sua estreia na telinha em 1949. Se destacou em 1949 na soap opera One Man's Family e obteve sucesso em 1954, aos 63 anos, interpretado a matriarca Grace Harris Tyrell na novela diurna The Secret Storm, papel que desempenharia até 1968. Fez inúmeras outras atuações na televisão durante a década de 1950, incluindo episódios de Hallmark Hall of Fame, Robert Montgomery Presents e United States Steel Hour.
Gateson sofreu um derrame, que culminou sua carreira de atriz, e morreu alguns anos depois, em 1977, vítima de pneumonia, aos 86 anos, em Manhattan.